# Kalotadámos
Kalotadámos (románul Domoșu) falu a Romániában Kolozs megyében, Bánffyhunyadtól 5 km-re délre, dombok között.

## Nevének eredete
Első írásos említése 1408-ból származik, akkor villa Damus néven, majd 1451-ben Possessio Damos, 1473-ban Damas, 1508-ban Damws néven említik.
Elnevezése: Danus (1839, 1850, 1863), Damos, Dámos (1880-1900), Damoș, Domoș (1920).

## Lakossága
1850-ben 266 főből 188 magyar, 1992-re 245 főből 201 fő magyar.
Magyar lakossága a reformáció óta református (1850-ben 2 fő római katolikus). A románok 1850-ben és napjainkban is ortodox hitűek, 6 baptista is van 1992-ben.

## Története
A honfoglalás óta királyi birtok, a 14. században Sebesvár urának a tulajdona.
1435-ben Luxemburgi Zsigmond király a sebesvári királyi birtokot a Tomaj nemzetségből származó losonczi Bánffy család tulajdonába adta, akik az első világháborút követő földreformig Kalotaszeg legjelentősebb világi birtokosai voltak. 
A falu a trianoni békeszerződésig Kolozs vármegye Bánffyhunyadi járásához tartozott.

## Látnivaló
Fazsindellyel fedett református temploma a 13. század végén épült. Gótikus szentélye 14. századi. 1701-ben általános javítást végeznek és akkori fatornyát kőtoronyra cserélik, ebből az időből származik a templom első okleveles említése és festett szószéke, melynek  hangvetőjét, karzat kazettákkal együtt a segesvári Felvinci mester készítette. Úrasztalát és állatábrázolásokban gazdag festett mennyezetét Umling Lőrinc készítette 1746-ban, illetve 1753-ban és 1774-ben. Az orgona ismeretlen mester munkája 1813-ból, a csodálatos kilátást nyújtó harangtoronyban található harang 1872-ben a kolozsvári Andrásovszky János műhelyében készült.

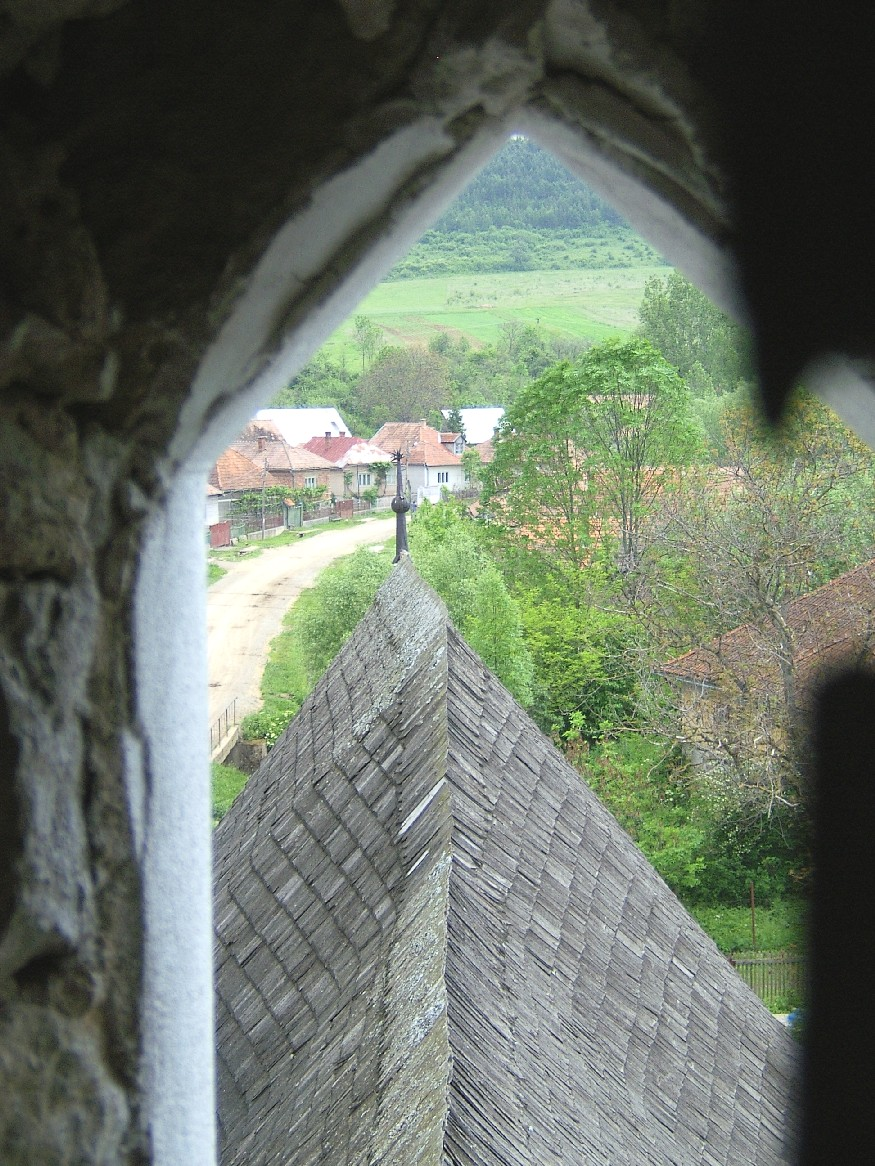
Kalotadámos a templom toronyból
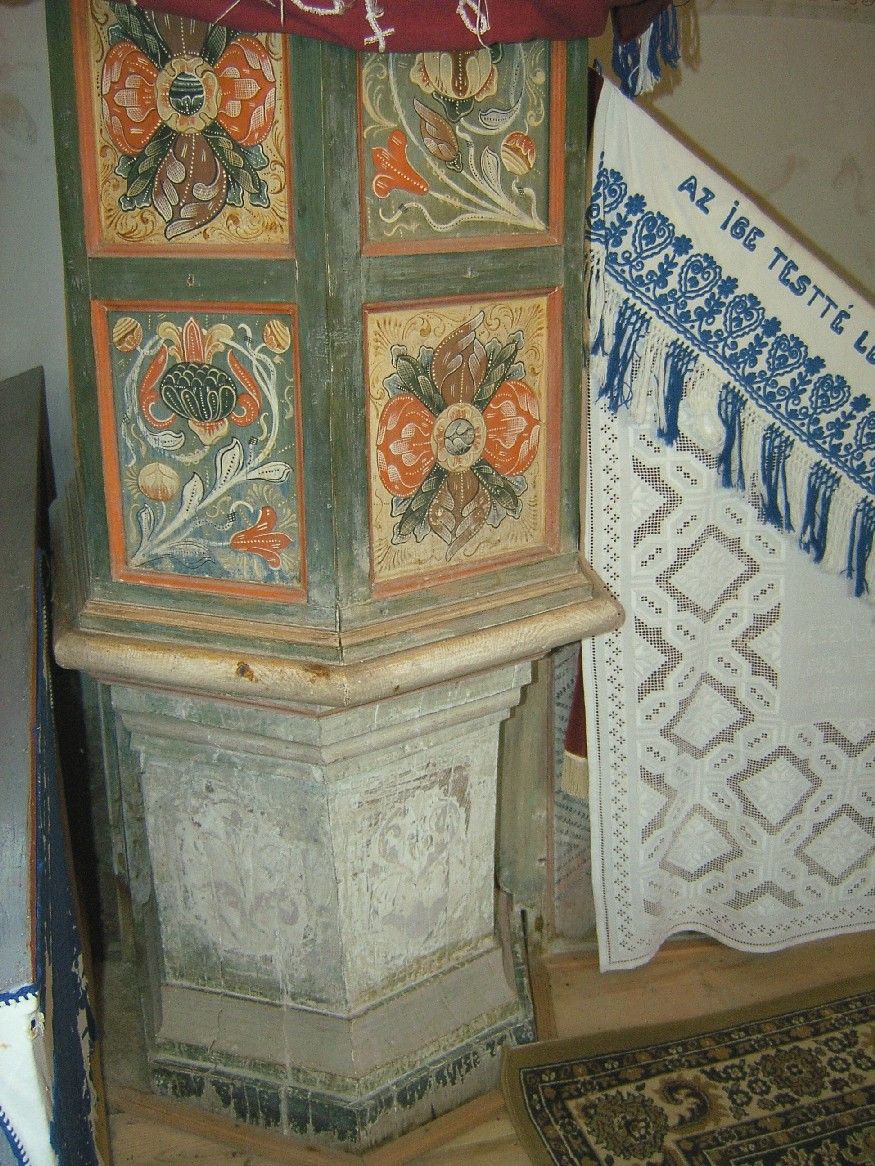
Kalotadámosi templom szószéke
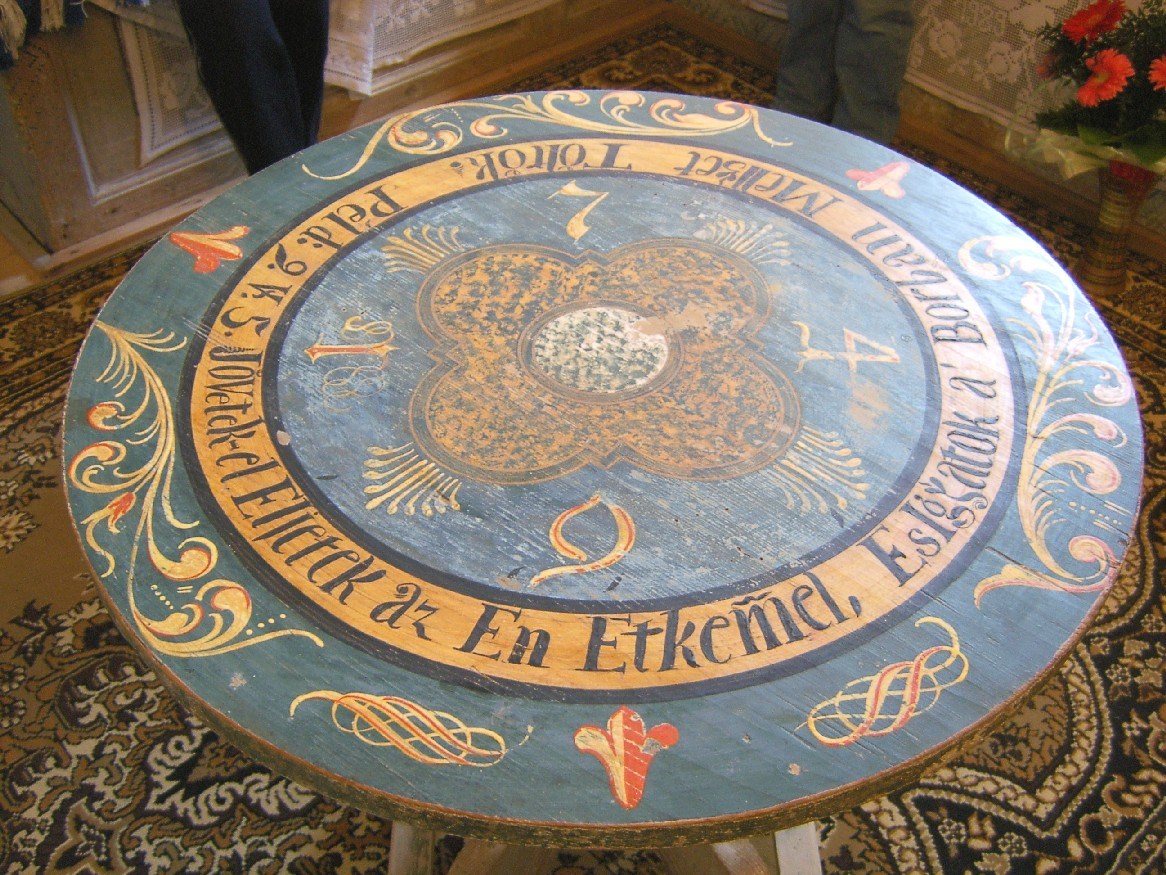
Kalotadámosi templom úrasztala
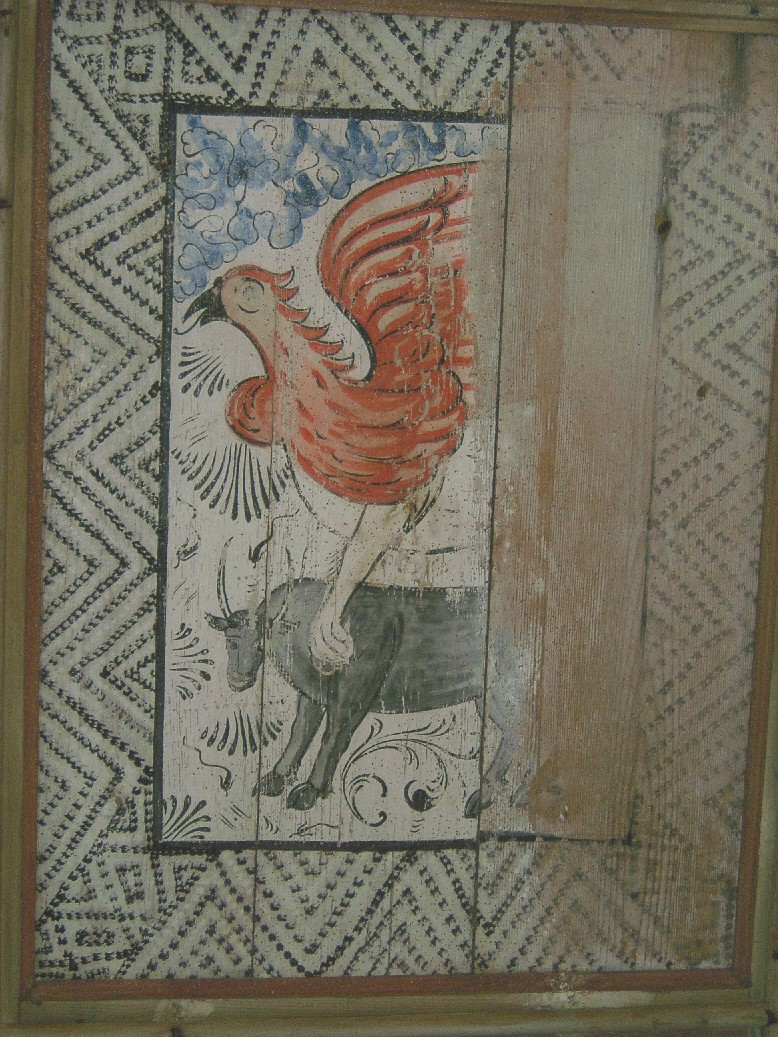
Fekete bivalyt emelő vörös kakas Kalotadámos templomából
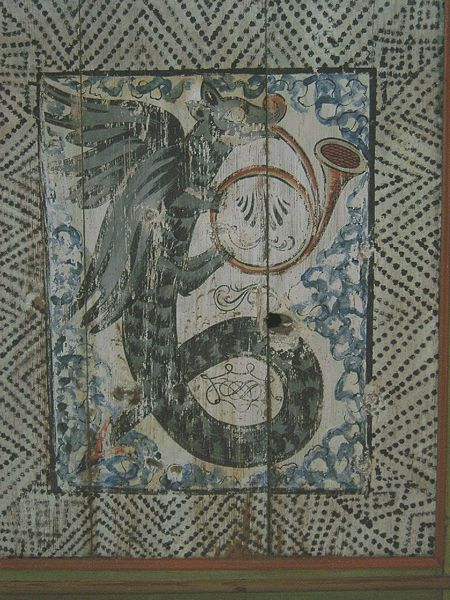
A bak csillagkép és a téli napforduló hurkos farkú sárkánya Kalotadámos templomából
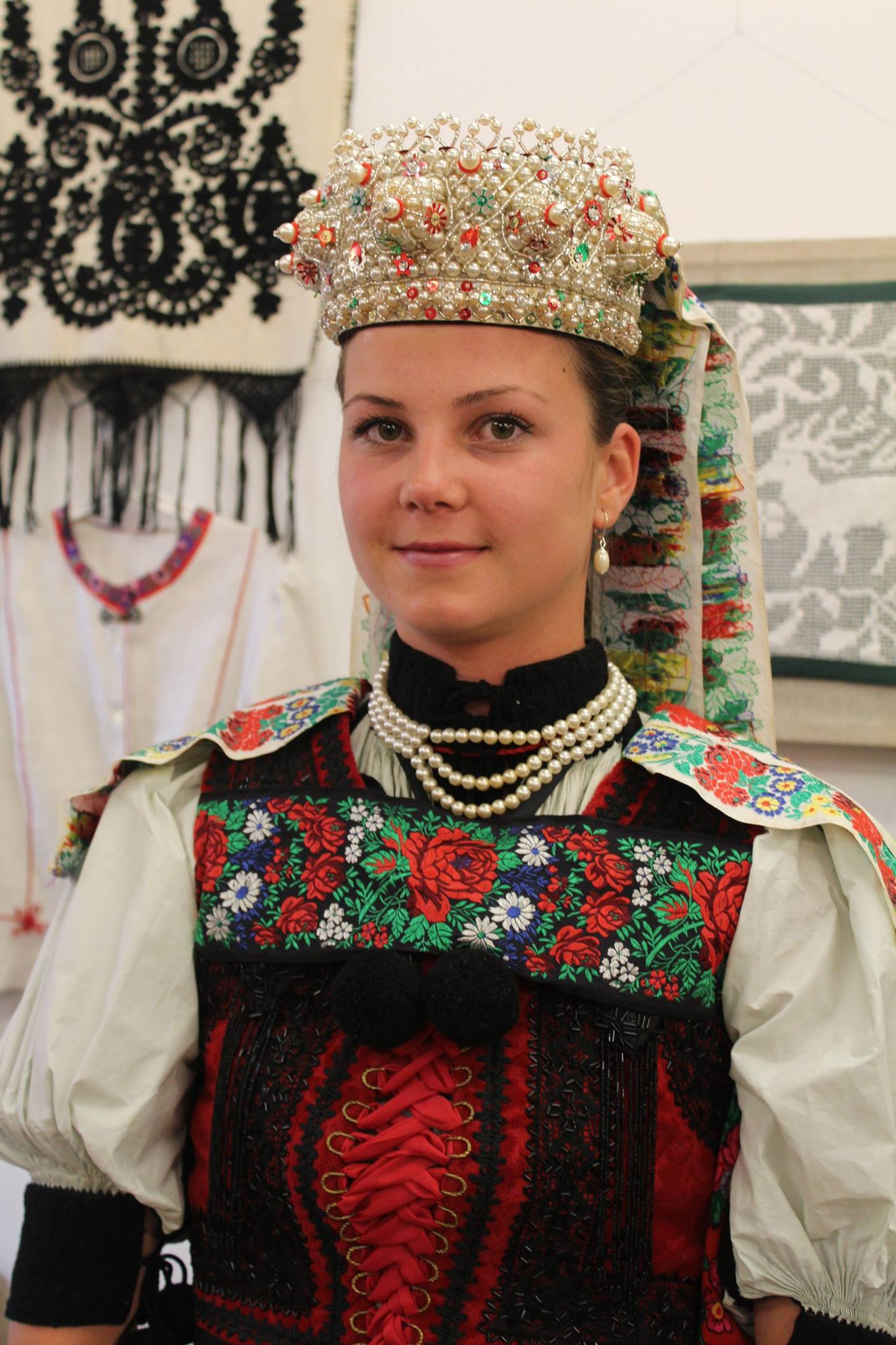
Kalotadámosi lány
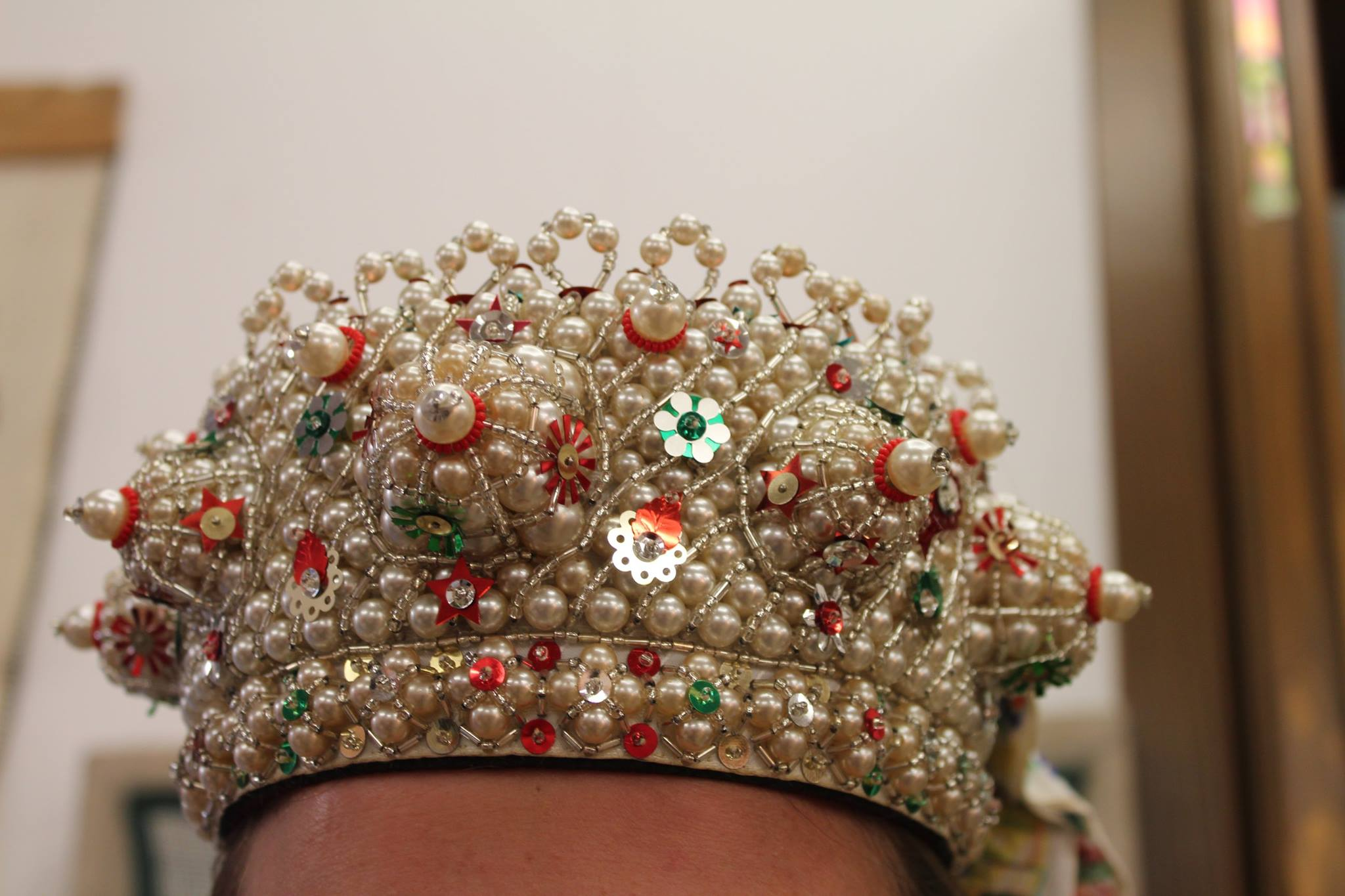
Kalotadámosi párta
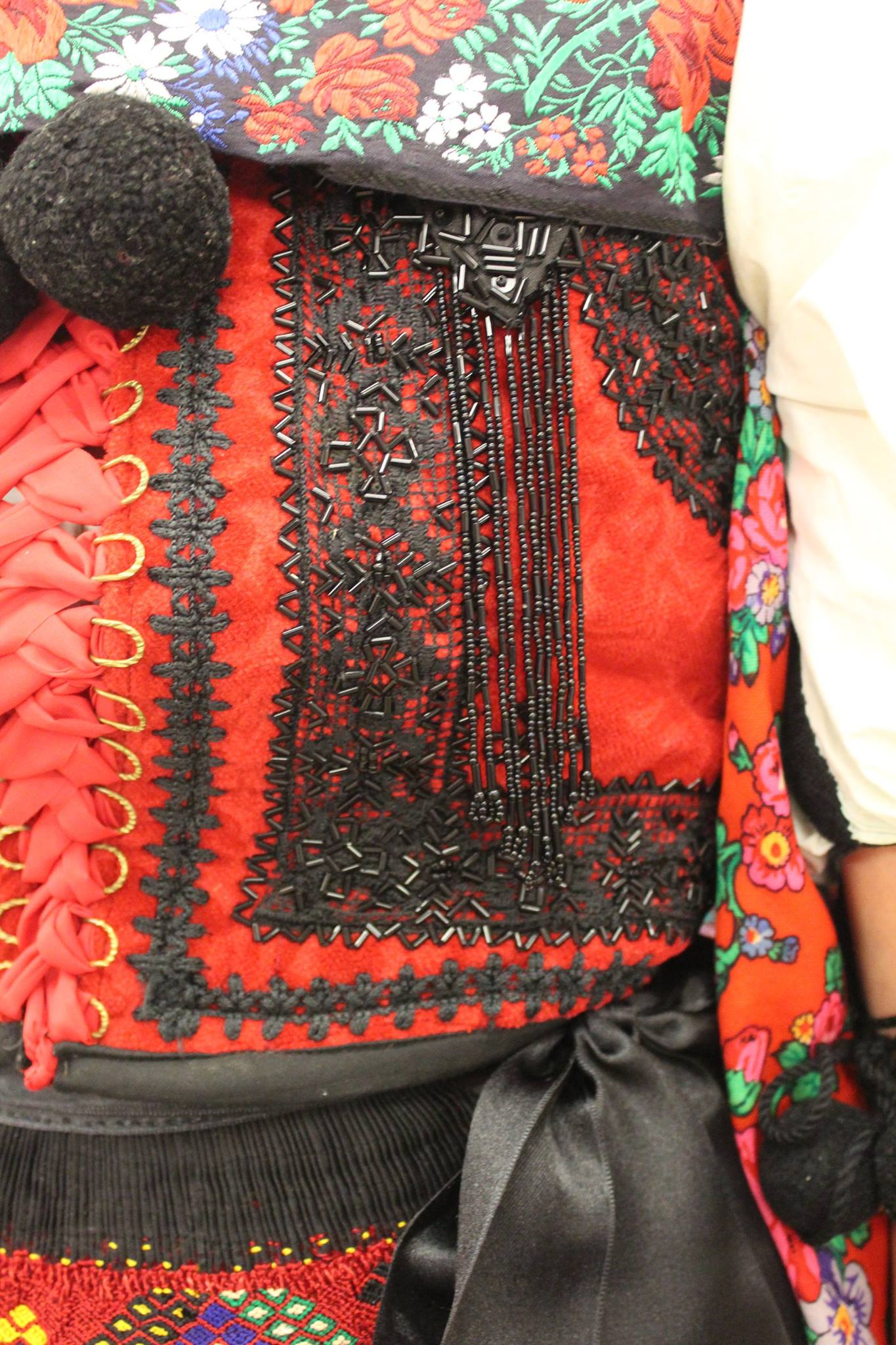
Kalotadámosi lájbi
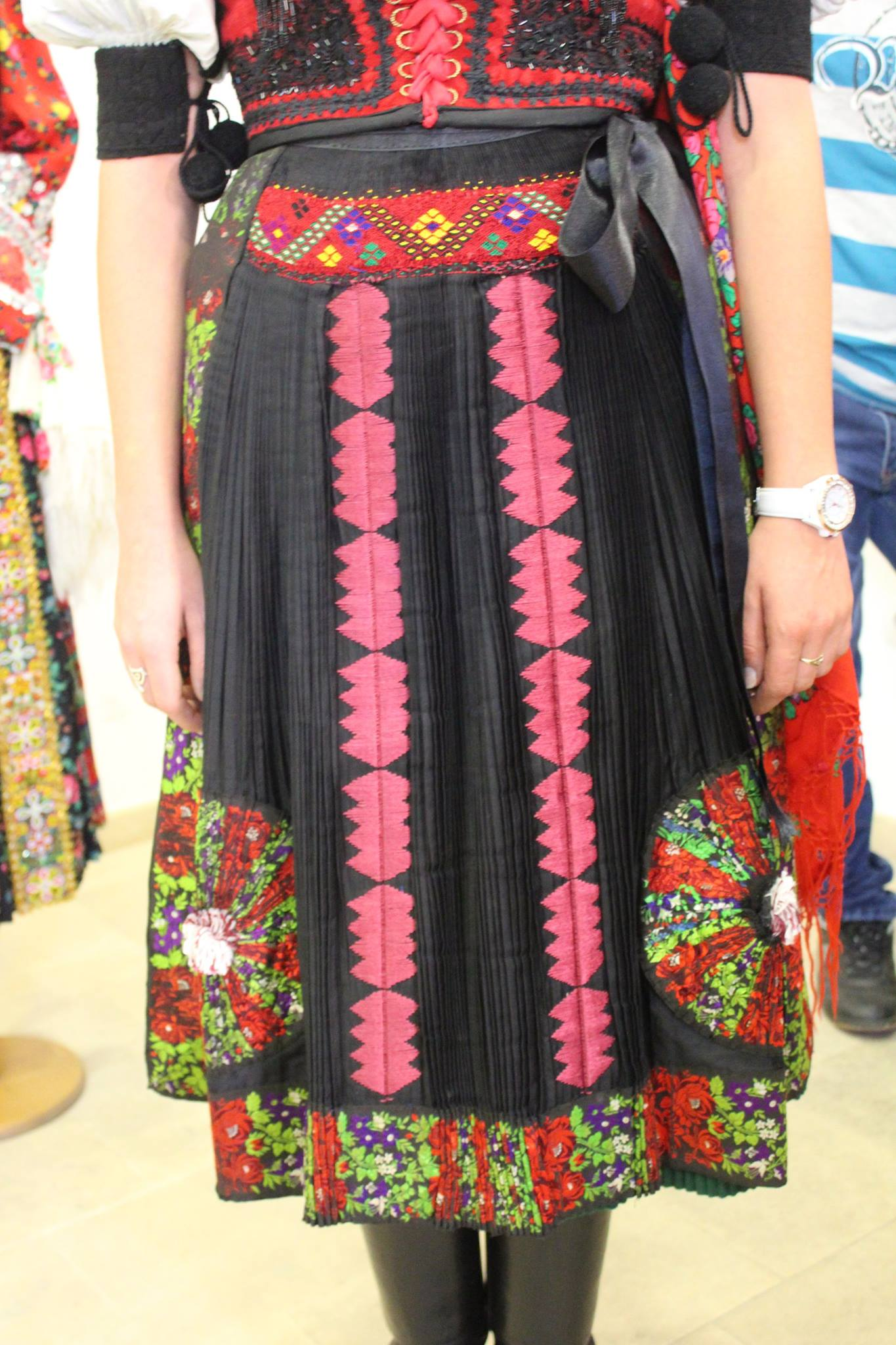
Kalotadámosi kötény1
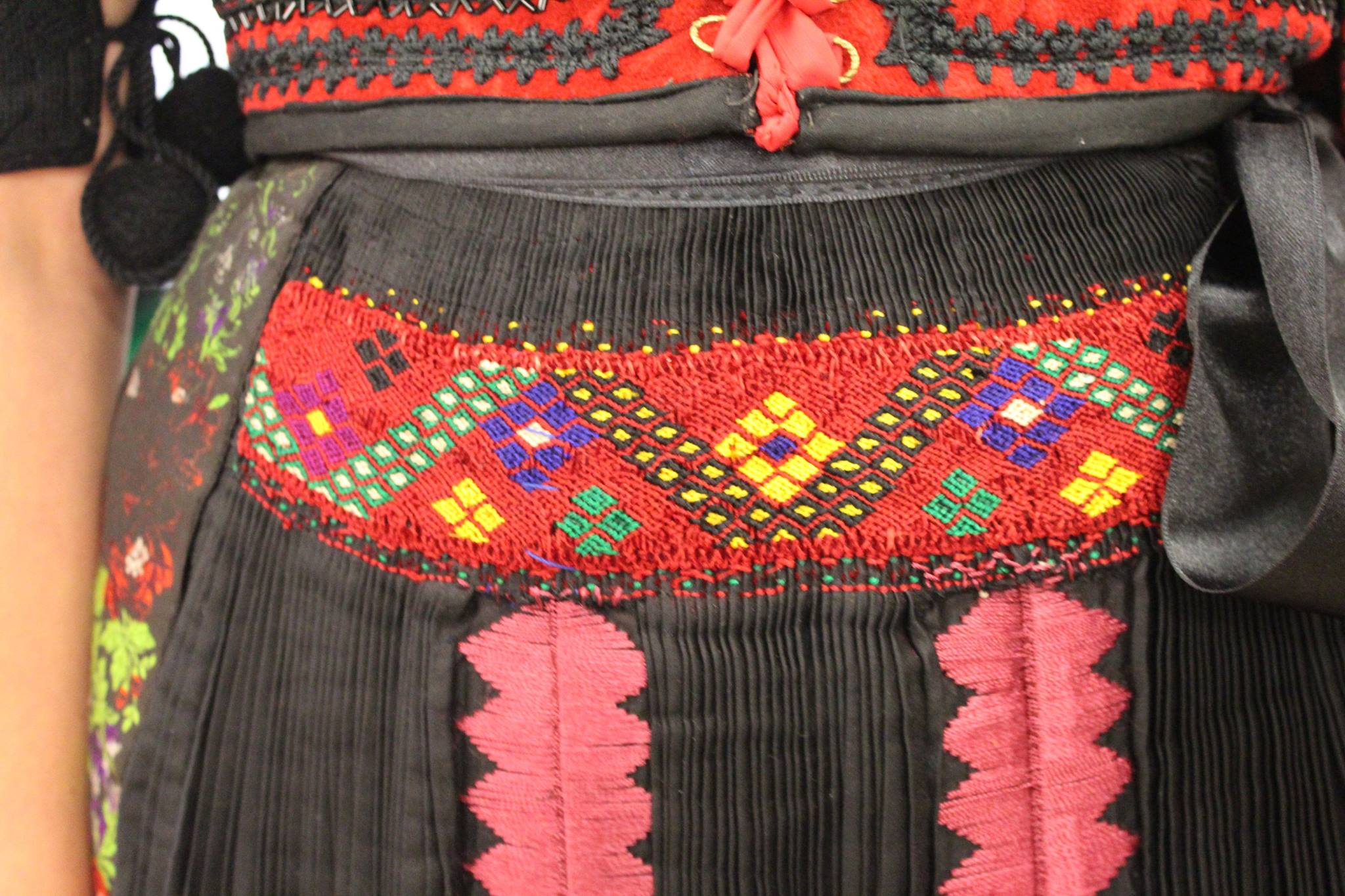
Kalotadámosi kötény2
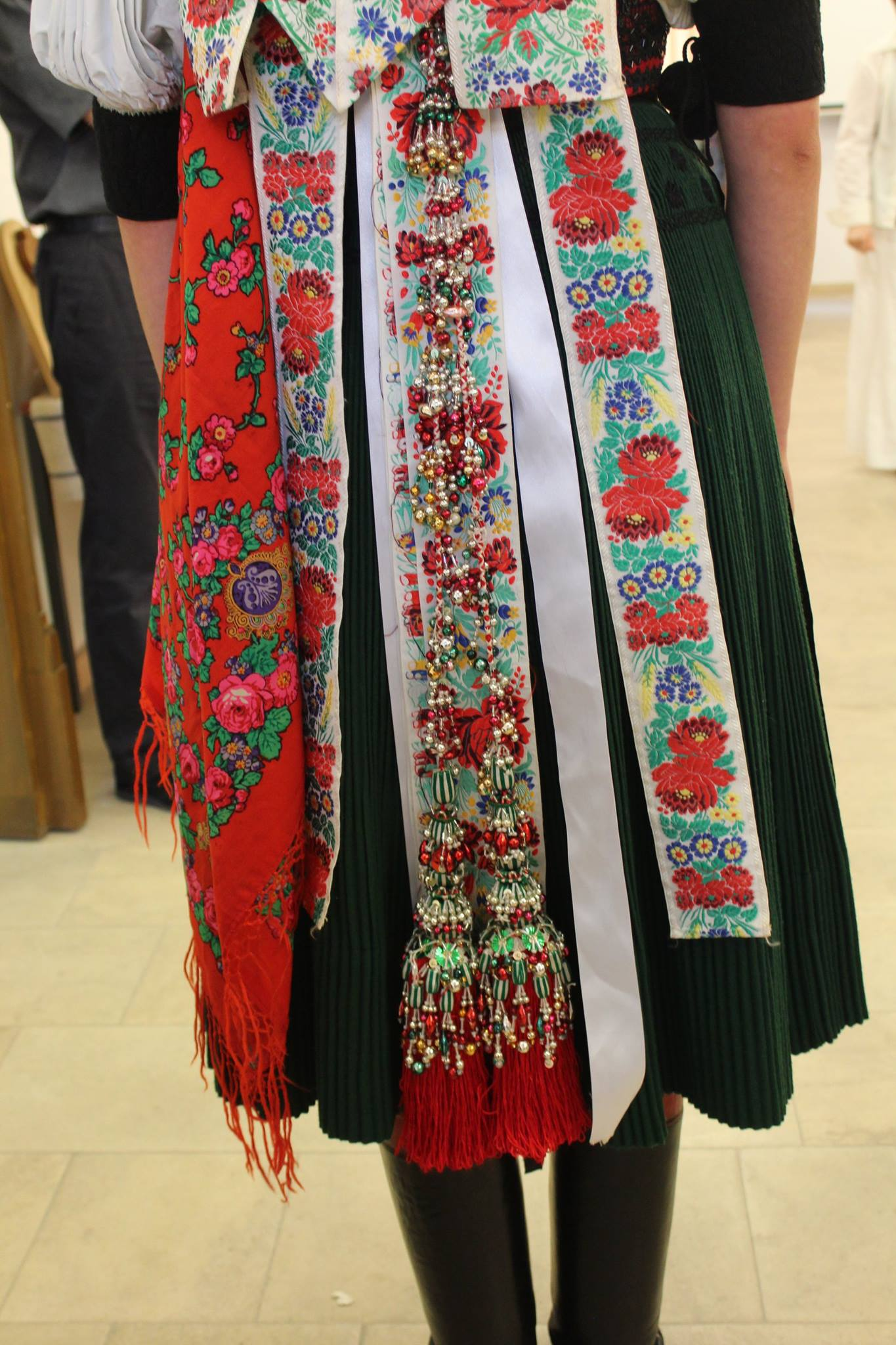
Kalotadámos